# Mercedes-Benz W 121
Der Mercedes-Benz W 121 war ein Pkw der oberen Mittelklasse von Mercedes-Benz. Er war vom W 120, dem ersten Pkw der Marke mit selbsttragender Karosserie, abgeleitet und wurde als Mercedes 190 (D) verkauft. Bis heute ist der Wagen auch als Kleiner Ponton-Mercedes bekannt. Vom 190 abgeleitet war der Tourensportwagen Mercedes-Benz 190 SL (W 121 B II, ab 1955). Nachfolger des W 121 B I wurde die 1961 vorgestellte „Kleine Heckflosse“ der Baureihe 110.
Der ab 1958 angebotene 190 D war besonders als Taxi beliebt.

## Modellgeschichte

### Allgemeines

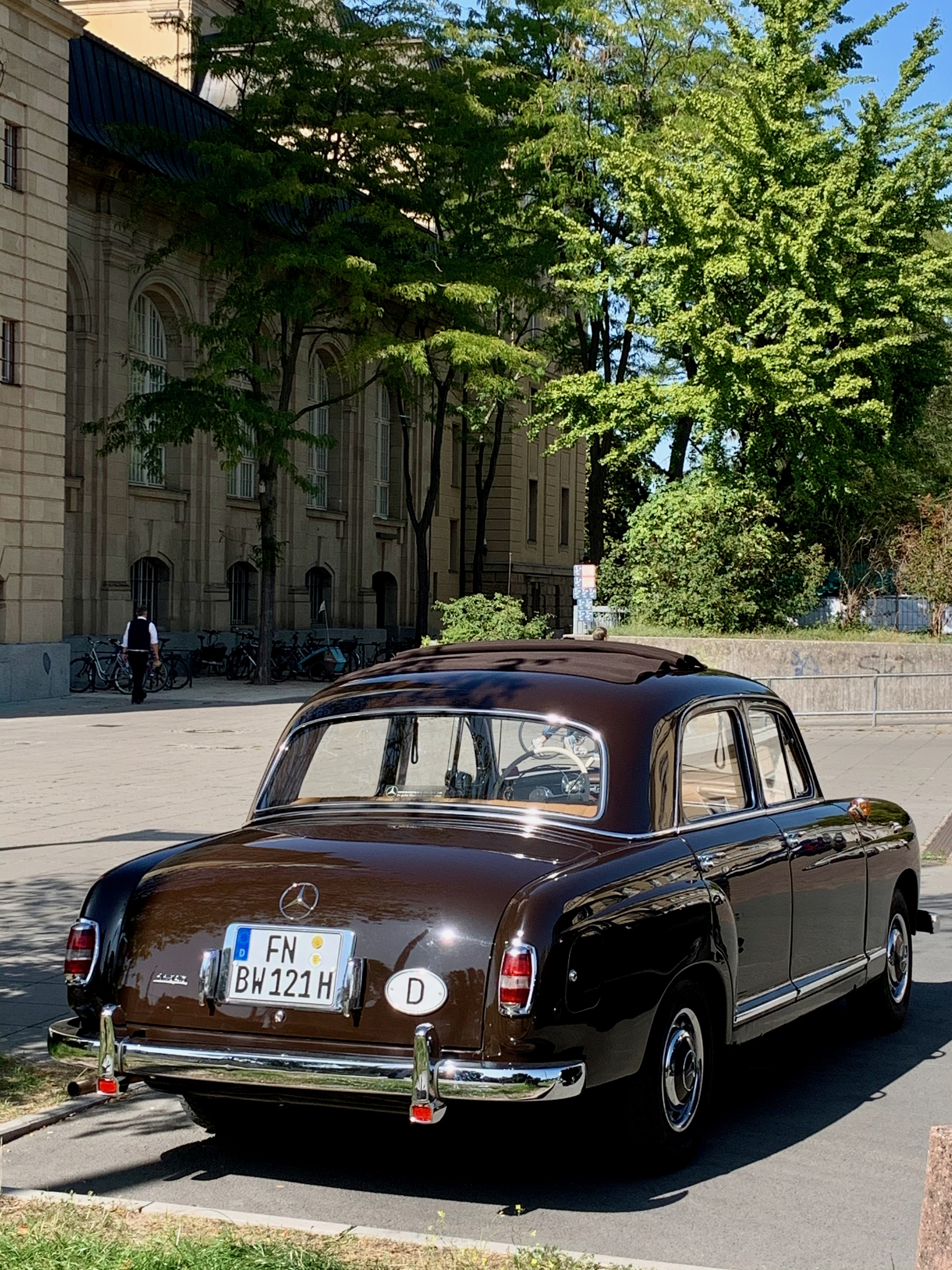
Heckansicht

Die Karosserie des 1956 vorgestellten 190 war bis auf Details (Zierleisten usw.) mit der des 180 identisch. Der Wagen hatte statt des seitengesteuerten 52 PS-Motors (38 kW) einen völlig neuen Motor mit 75 PS (55 kW), der eine Höchstgeschwindigkeit von 140 km/h ermöglichte.
Während es von Mercedes-Benz selbst nur eine viertürige Limousine gab, fertigte der Karossiebauer Binz verschiedene Karosserievarianten. Binz baute unter anderem Kombis, die über die Mercedes-Händler vertrieben wurden. Diese Fahrzeugform war in Europa damals noch weitgehend unbekannt. Auch die Service-Fahrzeuge von Mercedes-Benz basierten auf diesem Typ. Um eine Importbeschränkung in Südafrika zu umgehen, entstand zudem zwischen 1956 und 1958 ein Pick-up, ähnlich den US-amerikanischen Ford Ranchero. Diese rechtsgelenkten Fahrzeuge wurden zum Teil komplett geliefert, zum Teil vor Ort endmontiert. Die von Binz gebauten Krankenwagen hatten ein etwas höheres Dach als der Kombi und eine Doppeltür hinten. Weitere Krankenwagen entstanden bei dem Hersteller Miesen, der im Gegensatz zu Binz auch die Höhe der Seitenfenster der größeren Dachhöhe anpasste. Insgesamt entstanden so 5667 „Sonderlinge“, davon mehr als die Hälfte als 180 D.

### 190 / 190 D (1956–1959)
Ab Mai 1956 wurde neben dem Mercedes 180 auch ein Mercedes 190 mit einem neuen, stärkeren 1,9 Liter-Motor mit 75 PS (55 kW) und verbesserter Ausstattung angeboten. Vom Mercedes 180 unterschied er sich äußerlich durch einen größeren Mercedes-Stern auf den Radkappen, einen geringfügig breiteren Kühlergrill, längere Zierleisten an den seitlichen Lüfterschlitzen, eine umlaufende Zierleiste an der Fensterunterseite, Ausstellfenster in den vorderen Türen und größere Rücklichter. Im Innenraum wurde eine Holzzierleiste auf der Instrumententafel verbaut anstelle des Bakelits sowie geänderte Türspiegel.
Ab August 1958 wurde der Mercedes 190 zusätzlich als 190 D mit neuem 1,9 Liter-Dieselmotor mit 50 PS (37 kW) angeboten.

### 190 b / 190 Db (1959–1961)
Zur IAA 1959 wurden die Ponton-Vierzylinder überarbeitet. Sie bekamen einen breiteren Kühlergrill und die vorderen Stoßstangenhörner entfielen. Die Leistung des Benzinmotors wurde auf 80 PS (59 kW) angehoben. Intern bekamen sie den Kennbuchstaben „b“. Im Frühjahr 1961 wurde der Mercedes 190 durch das Nachfolgemodell W 110 abgelöst.

## Technische Daten

### Ottomotoren
| Modell | Interne Bezeichnung | Bauzeitraum   | Motortyp    | Hubraum  | Leistung min−1     | Drehmoment min−1 | Vmax     | 0–100 km/h | Stückzahl         | Preis           |
| ------ | ------------------- | ------------- | ----------- | -------- | ------------------ | ---------------- | -------- | ---------- | ----------------- | --------------- |
| 190    | W 121 B I           | 3/1956–8/1959 | M 121 B I   | 1897 cm³ | 75 PS (55 kW) 4600 | 136 Nm 2800      | 140 km/h | 20,5 s     | 60.991 Limousinen | 5/1956: 9450 DM |
| 190 b  | W 121 B III         | 6/1959–8/1961 | M 121 B I b | 1897 cm³ | 80 PS (59 kW) 4800 | 139 Nm 2800      | 145 km/h | 19 s       | 28.114 Limousinen | 8/1959: 9450 DM |

### Dieselmotoren
| Modell | Interne Bezeichnung | Bauzeitraum   | Motortyp | Hubraum  | Leistung min−1     | Drehmoment min−1 | Vmax     | 0–100 km/h | Stückzahl         | Preis           |
| ------ | ------------------- | ------------- | -------- | -------- | ------------------ | ---------------- | -------- | ---------- | ----------------- | --------------- |
| 190 D  | W 121 D I           | 8/1958–7/1959 | OM 621 I | 1897 cm³ | 50 PS (37 kW) 4000 | 108 Nm 2200      | 120 km/h | 29 s       | 20.493 Limousinen | 9/1958: 9950 DM |
| 190 Db | W 121 D II          | 6/1959–9/1961 | OM 621 I | 1897 cm³ | 50 PS (37 kW) 4000 | 108 Nm 2200      | 120 km/h | 29 s       | 60.598 Limousinen | 8/1959: 9950 DM |

## Bilder

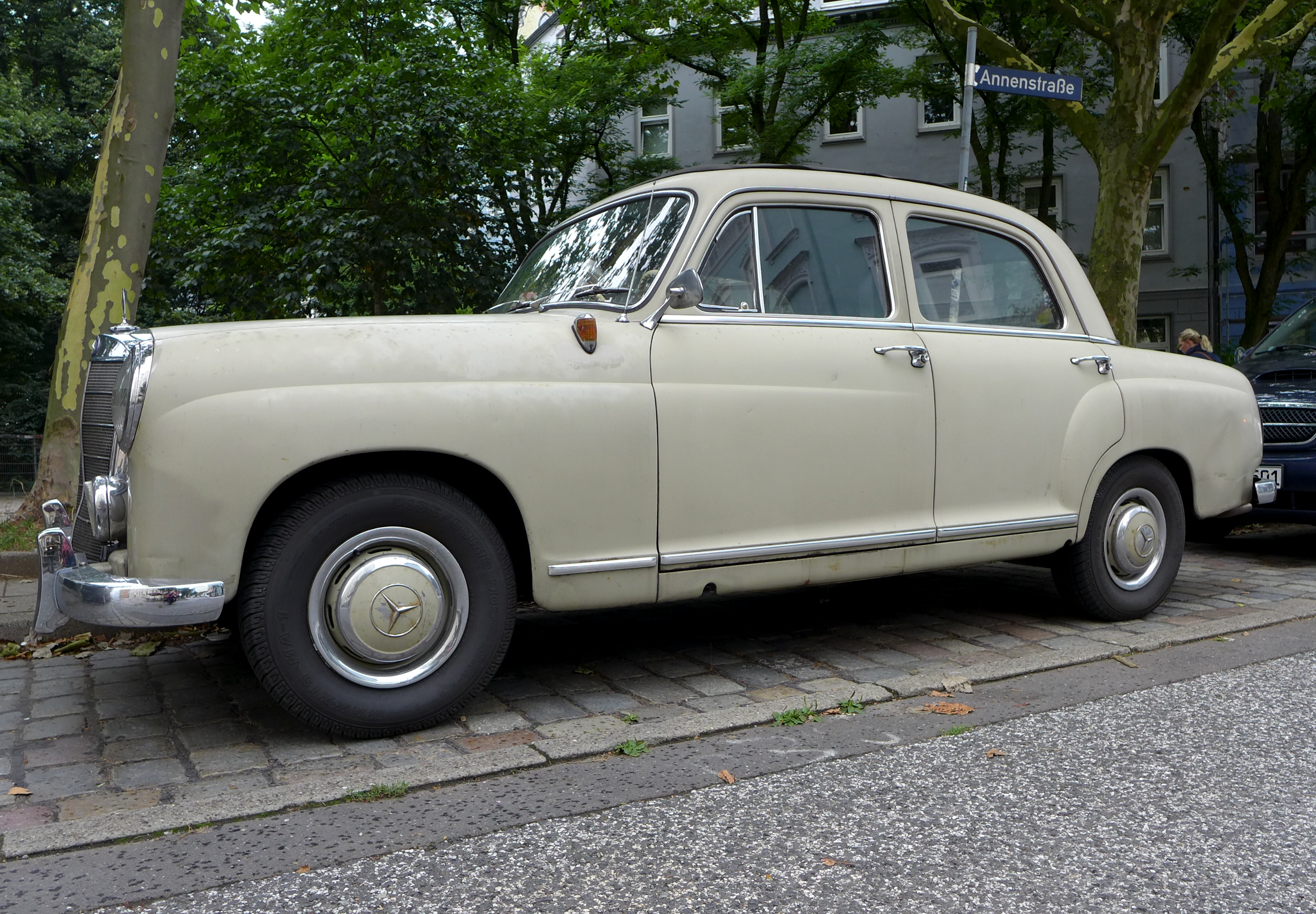
190 Seitenansicht
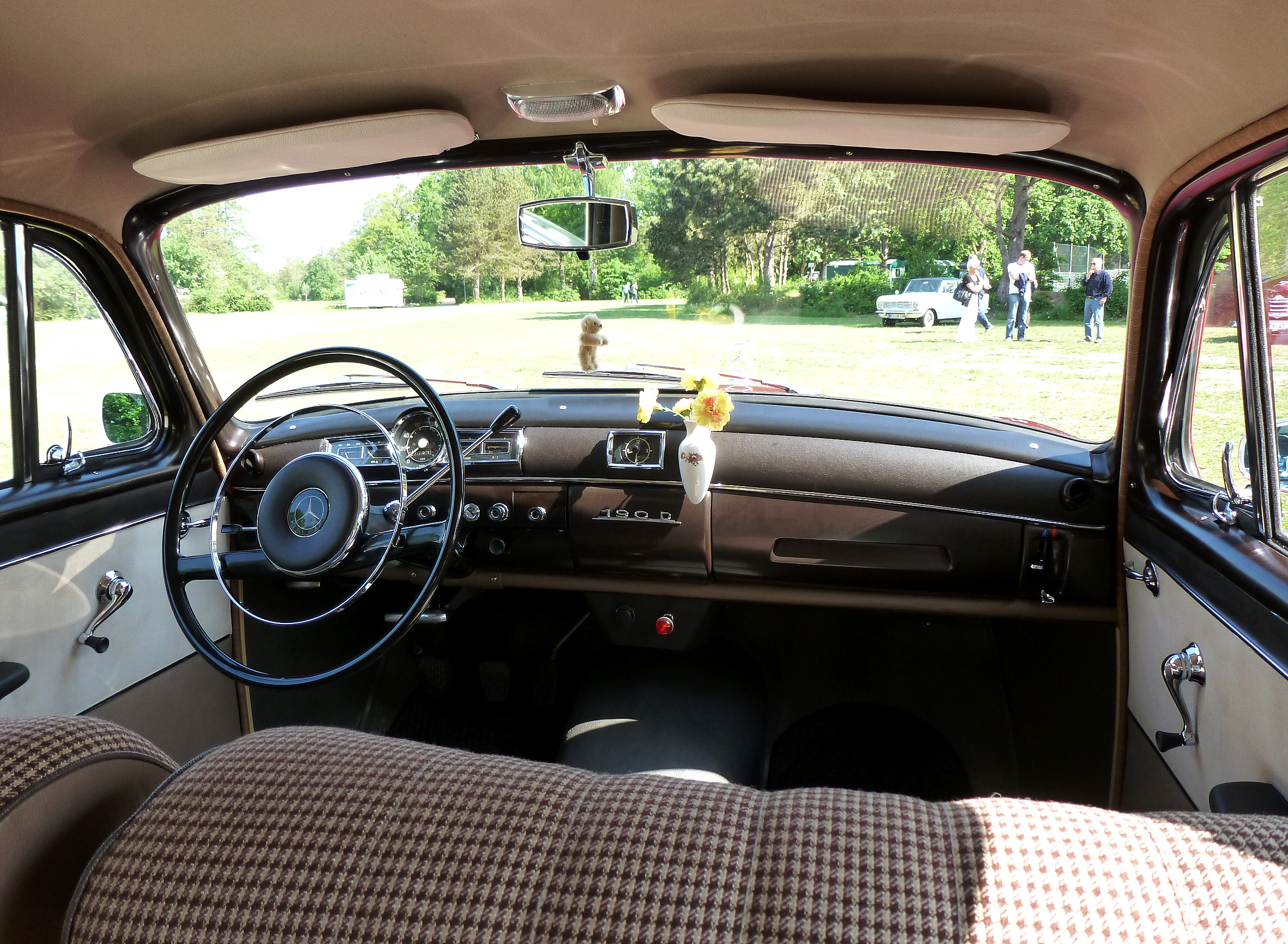
Interieur eines 190 D
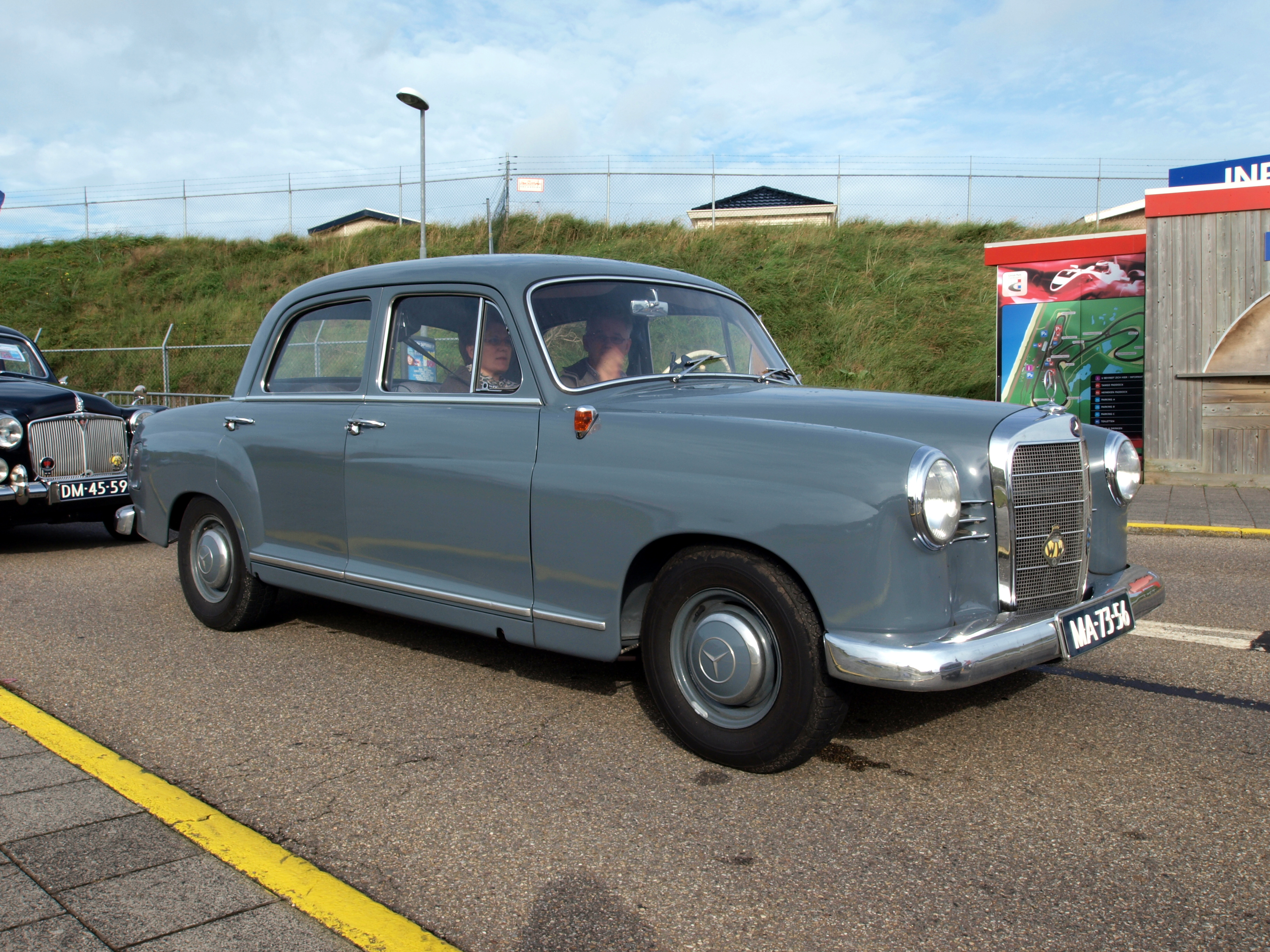
190 b (1961)
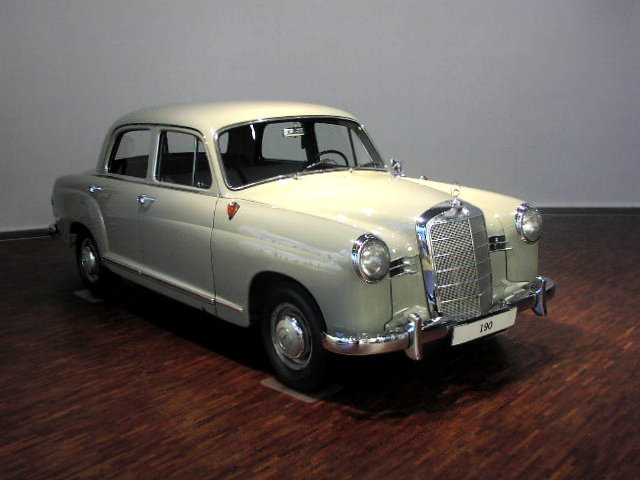
190
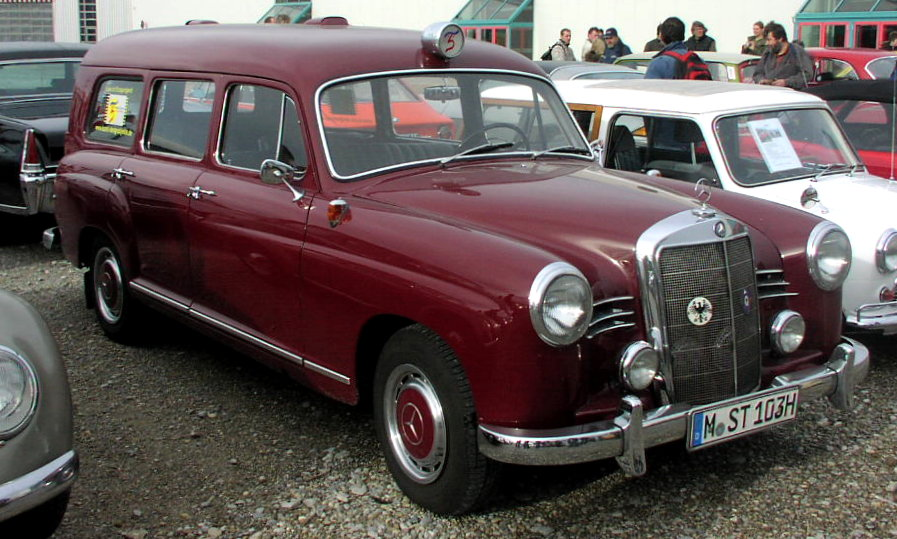
190 als Krankenwagen
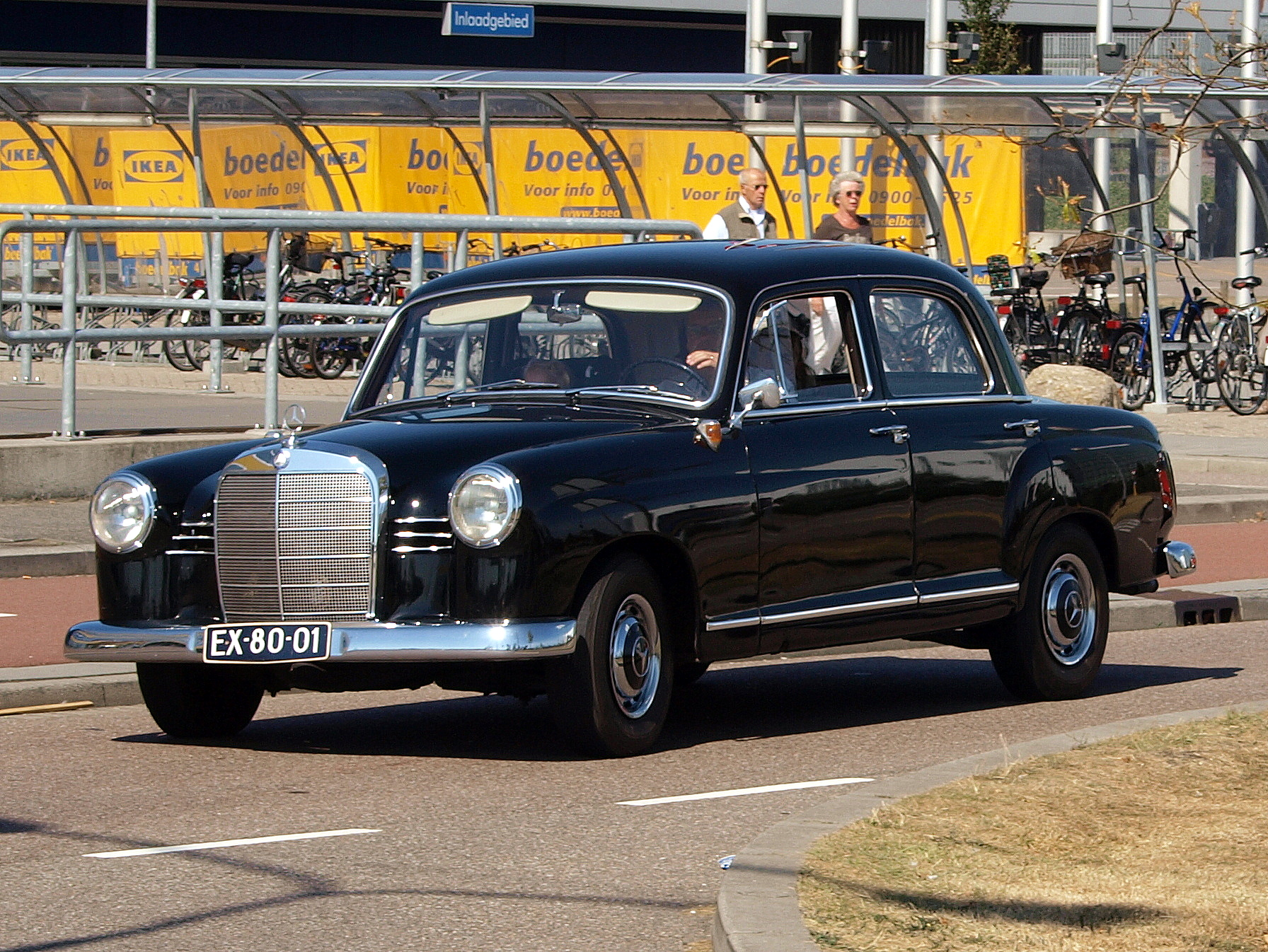
190 Db
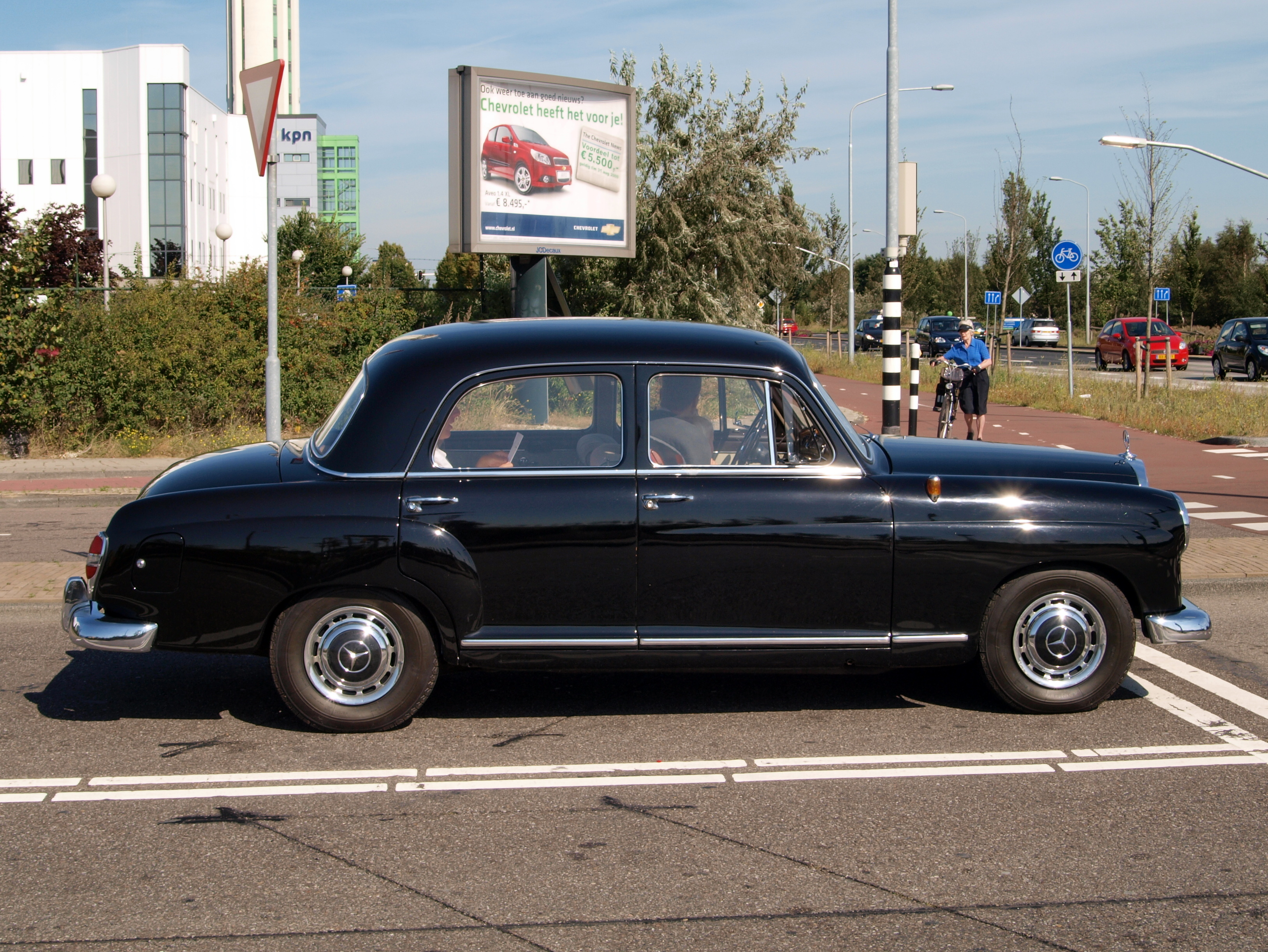
190 Db Seitenansicht
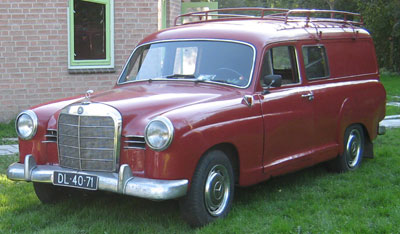
190 Db als Lieferwagen (Stoßstangenhörner nicht original)